# Лялейките, Регина Ляоновна
Регина Ляоновна Лялейките (14 октября 1961 — 30 декабря 2014, Санкт-Петербург) — советская и российская театральная актриса, заслуженная артистка России (1998).

## Биография
Регина Лялейките (правильно Лилейките, но в паспорте по ошибке написали «я») родилась 14 октября 1961 года в Литве в большой семье, была одной из пятерых детей. Детство прошло в местечке Твярай (Твярайское староство). В 1979 году окончила школу и уехала в Ленинград, где поступила на актёрский факультет ЛГИТМиК (курс Аркадия Кацмана и Льва Додина). Участвовала в известных выпускных спектаклях «Братья Карамазовы» и «Ах, эти звёзды!» (Лайза Миннелли).
В 1983 году после окончания театрального института была принята в труппу Ленинградского театра имени Ленинского Комсомола (ныне — театр «Балтийский дом»), где сыграла более 40 ролей и стала одной из ведущих актрис театра. Работала также на радио и телевидении.
Последние годы жизни тяжело болела, но тем не менее играла в театре до сентября 2014 года.
Скончалась 30 декабря 2014 года в Санкт-Петербурге на 54-м году жизни.

## Награды
- Заслуженная артистка России (1998).
- Почётный диплом Законодательного Собрания Санкт-Петербурга (2011)[3].

## Творчество

### Работы в театре
- 1983 — «Василиса Прекрасная», реж. М. Уржумусь — Кикимора
- 1983 — «Надежда Империи» — госпожа Киже
- 1983 — «Пароход», реж. С. Спивак — Мисс Ребус
- 1985 — «Тамада», постановка Г. Егорова — Лиза
- 1985 — «Женитьба Белугина», постановка Г. Егорова — Таня
- 1987 — «Стойкий оловянный солдатик», постановка Г. Егорова — Свинья-копилка
- 1987 — «Бабочка, бабочка», реж. В. Тыкке — Фоки
- 1991 — «Как вам это понравится», реж. Т. Казакова — Одри
- 1991 — «Дети райка», реж. В. Крамер — Натали
- 1993 — «Трёхгрошовая опера», реж. В. Тыкке — Полли
- 1994 — «Глубоко чёрный цвет», реж. А. Исаков — Аделина
- 1995 — «Челядь», реж. В. Кольцов — Роза
- 1996 — «Царевна-лягушка», реж. В. Тыкке — боярская дочка
- 1996 — «Дульсинея Тобосская», реж. П. Шерешевский — Дульсинея
- 1997 — "Чудакив, реж. П. Шерешевский — Ольга
- 1998 — «Чардыш», реж. В. Туманов — Надя
- 1998 — «Каменный гость», реж. П. Шерешевский — донна Анна
- 1999 — «Человеческий голос», реж. А. Янковский — моноспектакль
- 2000 — «Подменыш» — Мама
- 2000 — «Гаргантюа и Пантагрюэль», реж. С. Рубинавас — дама с колокольчиком
- 2000 — «Милашка», реж. Л. Рахлин — Пэгги
- 2000 — «Фрёкен Жюли», реж. А. Галибин — Кристина
- 2002 — «Сон об осени», реж. Клим — Она
- 2003 — «Жизнь Ильи Ильича», реж. И. Коняев — Пшеницына
- 2004 — «Валентинов день», реж. В. Сенин — Валентина
- 2004 — «Гроза», реж. Клим — Кабаниха
- 2006 — «Изображая жертву», реж. И. Коняев — Мать
- 2006 — «Перезагрузка», реж. И. Коняев — Вероника
- 2007 — «Корова на качелях», реж. Н. Индейкина — Мама-Му
- 2007 — «Женитьба Фигаро», реж. В. Крамер — Фаншетта
- 2008 — «Игра воображения», реж. А. Тивонтов — Лота
- 2008 — «Калека с острова Инишман», реж. Б. Чакринов — Айлин
- 2009 — «Сказки Андерсена», реж. Н. Индейкина — Принцесса
- 2009 — «Одиночество в сети», реж. Т. Барановский — Дженифер, Ванда, мама Натальи
- 2011 — «Чайка», реж. Ё. Вайткус — Полина Андреевна
- 2012 — «Бог резни» Я.Реза, реж. А. Бубень — Вероника
- 2012 — «Зелёный шатёр» Л. Улицкая, реж. А. Бубень — Антанина Наумовна
- 2012 — «Проплывают облака» (слова И. Бродского, музыка Е. Фроловой, сп. «ВокZал», реж. И. Благодер)

### Фильмография
1. 1983 — Ах, эти звёзды… — Лайза Миннелли
2. 1983 — Особый случай (новелла «Объезчик») — Вера
3. 1987 — Пойти и не вернуться — Даша
4. 1987 — Хотите — любите, хотите — нет… — Ольга, политически подкованная ученица
5. 1991 — Хранители — Золотинка
6. 1996 — Возвращение «Броненосца» — эпизод
7. 2000 — Улицы разбитых фонарей 3 (7-я серия «Он один из нас») — вдова иллюзиониста
8. 2002 — Ниро Вульф и Арчи Гудвин (фильм 3-й «Голос с того света») — мисс Гардинг, секретарша
9. 2006 — Важнее, чем любовь (фильм 2-й «Простая история») — Галина, подруга Марины
10. 2007 — Опера. Хроники убойного отдела 3 (фильм 10-й «Падение в преисподнюю») — эпизод
11. 2009 — Тайны следствия 8 (фильм 3-й «Встать, суд идёт!») — мама Ольги
12. 2012 — Дежурный ангел 2 (12-я серия «Моцарт и Сальери») — Клавдия Петровна, мать
13. 2012 — Улицы разбитых фонарей 12 (13-я серия «День учителя») — Виолетта Юрьевна Синельникова, директор школы

### Радиоспектакли
- «Пампадуры и Пампадурши» (2007)
- «Переписка» (2007)
- «Дуэль» по А. П. Чехову (2006)
- «Петербург» по А. Белому (2006)
- «Лезвие бритвы» (радиосериал) по И. Ефремову (2002)